# Местоимение
Местоимението е самостойна изменяема част на речта, която замества име (съществително, прилагателно или числително).
Някои местоимения имат форми за лице, число и падеж. Някои се менят и по род, а някои се членуват.

## Видове местоимения в българския език
В българския език има девет вида местоимения.

### Лични местоимения
Назовават участниците в общуването (аз, ти, ние, вие), лицата или предметите, за които се говори (той, тя, то, те). В сравнение с останалите видове личните местоимения се характеризират с най-много граматични форми – за лице, число, падеж и род.
Във винителен и дателен падеж имат по две форми – пълна и кратка – с еднакво значение. Понякога пълната и кратката форма се употребяват заедно (напр. „на мене ми“) или едната от тях се употребява заедно с името, което би трябвало да замества (напр. „Иван го наградиха.“). Това явление се нарича удвояване на допълнението.
| Лични местоимения | Лични местоимения | Лични местоимения | Лични местоимения         | Лични местоимения                  | Лични местоимения                  | Лични местоимения                  | Лични местоимения                  | Лични местоимения                  |
| Число             | Лице / Род        | Лице / Род        | Подлог (именителен падеж) | Пряко допълнение (винителен падеж) | Пряко допълнение (винителен падеж) | Непряко допълнение (дателен падеж) | Непряко допълнение (дателен падеж) | Непряко допълнение (дателен падеж) |
| Число             | Лице / Род        | Лице / Род        | пълна                     | пълна                              | кратка                             | пълна                              | кратка                             | чрез предлог                       |
| ----------------- | ----------------- | ----------------- | ------------------------- | ---------------------------------- | ---------------------------------- | ---------------------------------- | ---------------------------------- | ---------------------------------- |
| ед. ч.            | 1 л.              | 1 л.              | аз                        | мене/мен                           | ме                                 | мене/мен                           | ми                                 | на мене/мен                        |
| ед. ч.            | 2 л.              | 2 л.              | ти                        | тебе/теб                           | те                                 | тебе/теб                           | ти                                 | на тебе/теб                        |
| ед. ч.            | 3 л.              | м. р.             | той                       | него                               | го                                 | нему                               | му                                 | на него                            |
| ед. ч.            | 3 л.              | ж. р.             | тя                        | нея                                | я                                  | ней                                | ѝ                                  | на нея                             |
| ед. ч.            | 3 л.              | ср. р.            | то                        | него                               | го                                 | нему                               | му                                 | на него                            |
| мн. ч.            | 1 л.              | 1 л.              | ние/ний                   | нас                                | ни                                 | нам                                | ни                                 | на нас                             |
| мн. ч.            | 2 л.              | 2 л.              | вие/вий                   | вас                                | ви                                 | вам                                | ви                                 | на вас                             |
| мн. ч.            | 3 л.              | 3 л.              | те                        | тях                                | ги                                 | тям                                | им                                 | на тях                             |

Съкратените форми от мене и тебе, ние и вие са обикновени както в говоримия език, така и в художествената литература: от теб съм видял само добро; за мен е удоволствие. Много често се казва Вий за къде сте? вместо Вие за къде сте?, но обикновено се пише вие. Приема се, че това са фонетични варианти.
Формата ази вместо аз се среща в творчеството на по-старите поети (напр. у Ботев: че скитник ходя злочестен ази и срещам това, що душа мрази); сега тази форма е архаизъм. Други лични местоименни форми, които произлизат от старобългарския език за той, тя, то, те са он, она, оно, они; днес те не се приемат за книжовни; употребяват се предимно в западните български говори.
Груба грешка е превръщането на безлични изрази от типа страх ме е в лични: аз ме е страх вместо правилното мене ме е страх. Такива изрази изискват кратка местоименна форма, а кратките форми са само за пряко или непряко допълнение, следователно и пълната форма трябва да бъде за допълнение, а не за подлог: лошо ми е = на мене ми е лошо, а не аз ми е лошо.

### Притежателни местоимения
Изразяват отношение на принадлежност. По произход са тясно свързани с личните местоимения. Имат род, число и лице. Формите на притежателните местоимения зависят от рода и числото както на притежавания предмет, така и на притежателя, когато той е в 3 л. ед. ч., напр. братът на Иван – неговият брат; сестрата на Иван – неговата сестра; братът на Иванка – нейния(т) брат, сестрата на Иванка – нейната сестра.
Списък на притежателните местоимения:
1 л. ед.ч.: мой, моя, мое, мои (ми);
2 л. ед.ч.: твой, твоя, твое, твои (ти);
3 л. ед.ч. м.ср.р.: негов, негова, негово, негови (му);
3 л. ед.ч. ж.р.: неин, нейна, нейно, нейни (ѝ);
1 л. мн.ч.: наш, наша, наше, наши (ни);
2 л. мн.ч.: ваш, ваша, ваше, ваши (ви);
3 л. мн.ч.: техен, тяхна, тяхно, техни (им).
Кратките форми на личните местоимения в дателен падеж и кратките форми на притежателните местоимения се различават само по синтактичната си роля:
- кратките форми на личните местоимения в дателен падеж са непреки допълнения;
- кратките форми на притежателните местоимения са определения.

| Притежателни местоимения | Притежателни местоимения | Притежателни местоимения | Притежателни местоимения | Притежателни местоимения | Притежателни местоимения | Притежателни местоимения | Притежателни местоимения | Притежателни местоимения | Притежателни местоимения | Притежателни местоимения | Притежателни местоимения |
| Число                    | Лице/Род                 | Лице/Род                 | м. р.                    | м. р.                    | ж. р.                    | ж. р.                    | ср. р.                   | ср. р.                   | мн. ч.                   | мн. ч.                   | кратка форма             |
| Число                    | Лице/Род                 | Лице/Род                 | неопр.                   | определено               | неопр.                   | определено               | неопр.                   | определено               | неопр.                   | определено               | кратка форма             |
| ------------------------ | ------------------------ | ------------------------ | ------------------------ | ------------------------ | ------------------------ | ------------------------ | ------------------------ | ------------------------ | ------------------------ | ------------------------ | ------------------------ |
| ед. ч.                   | 1 л.                     | 1 л.                     | мой                      | моя/моят                 | моя                      | моята                    | мое                      | моето                    | мои                      | моите                    | ми                       |
| ед. ч.                   | 2 л.                     | 2 л.                     | твой                     | твоя/твоят               | твоя                     | твоята                   | твое                     | твоето                   | твои                     | твоите                   | ти                       |
| ед. ч.                   | 3 л.                     | м. р.                    | негов                    | неговия/неговият         | негова                   | неговата                 | негово                   | неговото                 | негови                   | неговите                 | му                       |
| ед. ч.                   | 3 л.                     | ж. р.                    | неин                     | нейния/нейният           | нейна                    | нейната                  | нейно                    | нейното                  | нейни                    | нейните                  | ѝ                        |
| ед. ч.                   | 3 л.                     | ср. р.                   | негов                    | неговия/неговият         | негова                   | неговата                 | негово                   | неговото                 | негови                   | неговите                 | му                       |
| мн. ч.                   | 1 л.                     | 1 л.                     | наш                      | нашия/нашият             | наша                     | нашата                   | наше                     | нашето                   | наши                     | нашите                   | ни                       |
| мн. ч.                   | 2 л.                     | 2 л.                     | ваш                      | вашия/вашият             | ваша                     | вашата                   | ваше                     | вашето                   | ваши                     | вашите                   | ви                       |
| мн. ч.                   | 3 л.                     | 3 л.                     | техен                    | техния/техният           | тяхна                    | тяхната                  | тяхно                    | тяхното                  | техни                    | техните                  | им                       |

Сравнително често при изговор на членуваните форми окончанията пред члена се изпускат: мойта, мойто, мойте; твойта, твойто, твойте; нашта, нашто, наште; вашта, вашто, ваште. Тези форми са характерни за небрежната разговорна реч. Допускат се понякога в поезията по метрични съображения, тъй като съдържат една сричка по-малко.

### Възвратни местоимения
Възвратните местоимения са два типа: възвратни лични и възвратни притежателни местоимения.
Когато глаголното действие, произлизащо от глаголното лице, т.е. от подлога, не пада върху друго лице или предмет, а се „възвръща“ върху глаголното лице, тогава вместо лично местоимение за съответното граматическо лице за допълнение се използва възвратно лично местоимение. Иначе казано, възвратните лични местоимения са думи, които заместват лични местоимения в косвени падежи. Нямат род, притежават само категорията падеж, като липсва форма за именителен падеж. Като всички лични местоимения, възвратните лични местоимения притежават две кратки форми: за пряко допълнение – се; за непряко допълнение – си.
Възвратните притежателни местоимения са думи, които заместват обикновените притежателни местоимения, когато притежателят е и подлог в изречението. Имат, както останалите притежателни местоимения, категориите род, число и определеност; имат пълни и кратки форми, като кратката форма е неизменяема, тя е преосмислена форма на възвратното лично местоимение.

| Възвратни лични местоимения | Възвратни лични местоимения | Възвратни лични местоимения | Възвратни лични местоимения |
| Винителен                   | Винителен                   | Дателен                     | Дателен                     |
| пълна форма                 | кратка форма                | пълна форма                 | кратка форма                |
| --------------------------- | --------------------------- | --------------------------- | --------------------------- |
| себе си                     | се                          | на\за себе си               | си                          |

| Възвратни притежателни местоимения | Възвратни притежателни местоимения | Възвратни притежателни местоимения | Възвратни притежателни местоимения | Възвратни притежателни местоимения | Възвратни притежателни местоимения | Възвратни притежателни местоимения | Възвратни притежателни местоимения | Възвратни притежателни местоимения |
| Пълна форма                        | Пълна форма                        | Пълна форма                        | Пълна форма                        | Пълна форма                        | Пълна форма                        | Пълна форма                        | Пълна форма                        | Кратка форма                       |
| м. р.                              | м. р.                              | ж. р.                              | ж. р.                              | ср. р.                             | ср. р.                             | мн. ч.                             | мн. ч.                             | Кратка форма                       |
| неопр.                             | опр.                               | неопр.                             | опр.                               | неопр.                             | опр.                               | неопр.                             | опр.                               | Кратка форма                       |
| ---------------------------------- | ---------------------------------- | ---------------------------------- | ---------------------------------- | ---------------------------------- | ---------------------------------- | ---------------------------------- | ---------------------------------- | ---------------------------------- |
| свой                               | своя/своят                         | своя                               | своята                             | свое                               | своето                             | свои                               | своите                             | си                                 |

Много груба грешка е да се напише нечленуваната форма за множествено число свои с й. Трябва ясно да се разграничава ед.ч. свой от мн.ч. свои.

### Показателни
Показателните местоимения са местоимения прилагателни, т.е. посочват някакъв признак, без да го назовават. Примери: скъпа рокля – такава рокля; десет книги – толкова книги; тази книга, онази книга, този момент, онзи момент. Формите им са получени от два изходни корена, съдържащи -т- за близост или -н- за отдалеченост.
Имат род и число, но не се членуват. Местоимението толкова е неизменяемо: няма род и число.
| Показателни местоимения | Показателни местоимения | Показателни местоимения | Показателни местоимения  | Показателни местоимения | Показателни местоимения |
| Род/ Число              | Лично                   | Лично                   | Качествено               | Качествено              | Количествено            |
| Род/ Число              | за близост              | за отдалеченост         | полож. признак           | отриц. признак          | Количествено            |
| ----------------------- | ----------------------- | ----------------------- | ------------------------ | ----------------------- | ----------------------- |
| м. р.                   | този (тоз)/тоя          | онзи/оня                | такъв/толкав (толчав)    | онакъ̀в/ѝнакъв           | то̀лкова (то̀лкоз)        |
| ж. р.                   | тази (таз)/тая          | онази (оназ)/оная       | такава/толкава (толчава) | онакава/инаква          | то̀лкова (то̀лкоз)        |
| ср. р.                  | това/туй                | онова/онуй              | такова/толкаво (толчаво) | онакова/инакво          | то̀лкова (то̀лкоз)        |
| мн. ч.                  | тези (тез)/тия          | онези (онез)/ония       | такива/толкави (толчави) | онакива/инакви          | то̀лкова (то̀лкоз)        |

Формите този и тоя, тази и тая, тези и тия са напълно равностойни. Могат да се използват за разнообразяване на речта или благозвучност, напр. вместо тази зима може да се каже тая зима, вместо тая ябълка – тази ябълка.
Формите с частица -з- (съкратен вариант на формите с частица -зи-) са характерни за разговорната реч и се избягват при писане, но се срещат в поезията поради ритмични съображения („Остави таз песен любовна“ — Христо Ботев).
Формите за ср.р. туй и онуй са подчертано разговорни и не се препоръчват в книжовната реч, но се срещат в литературата, особено в поезията („Не се гаси туй, що не гасне!“ — Иван Вазов). Същото важи за формите толкав, толкава, толкаво, толкави; а формите толчав, толчава, толчаво, толчави са по-скоро диалектни варианти на толкав, толкава, толкаво, толкави.

### Въпросителни местоимения
При общуване често се налага да питаме за неизвестни лица, предмети, признаци. Тогава си служим с въпросителни местоимения: кой, коя, кое, кои; какъв, каква, какво, какви; чий, чия, чие, чии; колко, колцина; що.
| Въпросителни местоимения | Въпросителни местоимения | Въпросителни местоимения | Въпросителни местоимения | Въпросителни местоимения | Въпросителни местоимения | Въпросителни местоимения |
| Род/Число                | Лично                    | Лично                    | Лично                    | Лично                    | Качествено               | Количествено             |
| Род/Число                | Именителен               | Винителен                | Дателен                  | Родителен                | Качествено               | Количествено             |
| ------------------------ | ------------------------ | ------------------------ | ------------------------ | ------------------------ | ------------------------ | ------------------------ |
| м.р.                     | кой                      | кого̀                     | кому̀ / на кого̀           | чий                      | какъ̀в                    | ко̀лко, колцѝна           |
| ж.р.                     | коя̀                      | коя̀                      | на коя̀                   | чия̀                      | каква̀                    | ко̀лко, колцѝна           |
| ср. р.                   | коѐ                      | кого̀                     | кому̀ / на кого̀           | чиѐ                      | какво̀                    | ко̀лко, колцѝна           |
| мн. ч.                   | коѝ                      | кого̀                     | кому̀ / на кого̀           | чиѝ                      | каквѝ                    | ко̀лко, колцѝна           |

### Относителни местоимения
Относителните местоимения в български език се използват за свързване на подчинено изречение с главното, като в подчиненото изречение заместват име, употребено в главното изречение. Образуват се, като към въпросителните местоимения се прибавя словообразуващата морфема частица -то. Единствено местоимението що се използва като относително без помощта на частицата -то. Що се използва като относително местоимение вместо който, която, което, които (вестникът, що си купих = вестникът, който си купих), но изреченията с местоименията що са присъщи на художествения стил, най-вече поезията.
Следва да се отбележи една особеност при съгласуването на относителните местоимения за притежание (родителен падеж). Въпреки че се отнасят за предходна дума в изречението, те не се съгласуват по род и число с нея. Тези относителни местоимения (чийто, чиято, чието, чиито), за разлика от другите такива, се съгласуват със съществителното име, което стои след тях. Например Голямата къща, чието изграждане отне много време, все още стои. А не – Голямата къща, чиято изграждане отне много време. В този случай относителното местоимение чието се отнася за къща, но въпреки това се съгласува по род и число с изграждане.
| Относителни местоимения | Относителни местоимения | Относителни местоимения | Относителни местоимения | Относителни местоимения | Относителни местоимения | Относителни местоимения |
| Род/ Число              | Лично                   | Лично                   | Лично                   | Лично                   | Качествено              | Количествено            |
| Род/ Число              | Именителен              | Винителен               | Дателен                 | Родителен               | Качествено              | Количествено            |
| ----------------------- | ----------------------- | ----------------------- | ----------------------- | ----------------------- | ----------------------- | ----------------------- |
| м. р.                   | ко̀йто                   | кого̀то                  | кому̀то / на кого̀то      | чѝйто                   | какъ̀вто                 | ко̀лкото                 |
| ж. р.                   | коя̀то                   | коя̀то                   | на коя̀то                | чия̀то                   | каква̀то                 | ко̀лкото                 |
| ср. р.                  | коѐто                   | коѐто                   | кому̀то / на коѐто       | чиѐто                   | какво̀то                 | ко̀лкото                 |
| мн. ч.                  | коѝто                   | коѝто                   | на коѝто                | чиѝто                   | каквѝто                 | ко̀лкото                 |

### Неопределителни местоимения
Когато искаме да изразим неопределени лица, предмети, признаци (качествени и количествени), използваме неопределителни местоимения. Те се получават от въпросителните посредством морфемата ня-: някой, някоя, някого, нечии, нечия, нечие и т.н. Има и друг тип неопределителни местоимения, образувани също от въпросителни местоимения, но с помощта на други морфеми. Като се постави пред въпр. местоимение словообразувателната частица ѐди-, получават се неопределителните местоимения еди-кой, еди-коя, еди-кое, еди-кои, еди-какъв, еди-каква, еди-какво, еди-какви, еди-колко, еди-що. Така е и с частицата -го̀де: кой-годе, какъв-годе, що-годе, колко-годе. Получават се неопределителни местоимения и като се прибави да е към въпросителни местоимения: кой да е, какъв да е, колко да е.
| Неопределителни местоимения | Неопределителни местоимения | Неопределителни местоимения | Неопределителни местоимения | Неопределителни местоимения |
| Род/Число                   | Лични                       | Лични                       | Качествени                  | Количествени                |
| Род/Число                   | Именителен                  | Притежателен                | Качествени                  | Количествени                |
| --------------------------- | --------------------------- | --------------------------- | --------------------------- | --------------------------- |
| м.р.                        | някой                       | нечий                       | някакъв                     | няколко                     |
| ж.р.                        | някоя                       | нечия                       | някаква                     | няколко                     |
| ср.р.                       | някое/нещо                  | нечие                       | някакво                     | няколко                     |
| мн.ч.                       | някои                       | нечии                       | някакви                     | няколко                     |

### Отрицателни местоимения
Получават се от въпросителните местоимения с помощта на морфемата ни-, например кой – никой, какъв – никакъв, чий – ничий и т.н. Чрез тях се отрича наличието на лица, предмети, признаци, брой. Притежават повечето разновидности и всички морфологични особености на въпросителните местоимения.
| Отрицателни местоимения | Отрицателни местоимения | Отрицателни местоимения | Отрицателни местоимения | Отрицателни местоимения | Отрицателни местоимения | Отрицателни местоимения |
| Род/Число               | Лични                   | Лични                   | Лични                   | Лични                   | Качествени              | Количествени            |
| Род/Число               | Именителен              | Винителен               | Дателен                 | Притежателен            | Качествени              | Количествени            |
| ----------------------- | ----------------------- | ----------------------- | ----------------------- | ----------------------- | ----------------------- | ----------------------- |
| м.р.                    | никой                   | никого                  | никому / на никого      | ничий                   | никакъв                 | николко                 |
| ж.р.                    | никоя                   | никого                  | никому / на никого      | ничия                   | никаква                 | николко                 |
| ср. р.                  | никое/нищо              | никого                  | никому / на никого      | ничие                   | никакво                 | николко                 |
| мн.ч.                   | никои                   | никого                  | никому / на никого      | ничии                   | никакви                 | николко                 |

В българския език, както и при други славянски езици, съществува задължително двойно отрицание: отрицателните местоимения се свързват с отрицателна глаголна форма, например никой не знае (не може да се каже никой знае) или никаква светлина не се виждан Отрицателните притежателни местоимения обаче (ничий, ничия) могат да се използват и в отрицателни, и в положителни изречения, но смисълът е различен: Тази земя не е ничия и Тази земя е ничия.
Отрицателните местоимения за лица в мъжки род имат и стари падежни форми: Никой никому не се доверява. (вм. Никой на никого не се доверява.).

### Обобщителни местоимения
Образуват се от частицата вся-: за лица и предмети – всякой, всякоя, всякое, всякои, всяка, всяко, всеки; за предмети и животни – всичко; за признаци – всякакъв, всякаква, всякакво, всякакви; за количество – всичкият, всичката, всичкото, всичките, всички.
| Обобщителни местоимения    | Обобщителни местоимения | Обобщителни местоимения | Обобщителни местоимения | Обобщителни местоимения |
| Вид                        | м. р.                   | ж. р.                   | ср. р.                  | мн. ч.                  |
| -------------------------- | ----------------------- | ----------------------- | ----------------------- | ----------------------- |
| За лица и предмети         | всеки/всякой            | всяка/всякоя            | всяко/всякое            | всички/всякои           |
| За признаци                | всякакъв                | всякаква                | всякакво                | всякакви                |
| За притежание и количество | всичкия(т)              | всичката                | всичкото                | всички(те)              |